# オーバーヘッドプロジェクタ

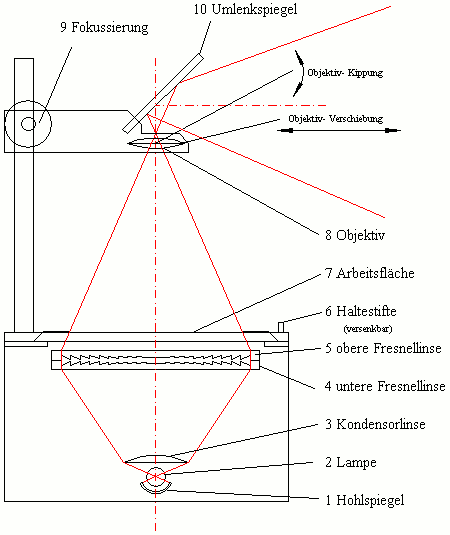
OHPの構造
1：Hohlspiegel（凹面鏡）
2：Lampe（光源）
3：Kondensorlinse（集光レンズ）
4：untere Fresnellinse（下フレネルレンズ）
5：obere Fresnellinse（上フレネルレンズ）
6：Haltestifte（固定ピン）
7：Arbeitsfläche（平面台）
8：Objektiv（レンズ）
9：Fokussierung（焦点調節ダイヤル）
10：Umlenkspiegel（反射鏡）

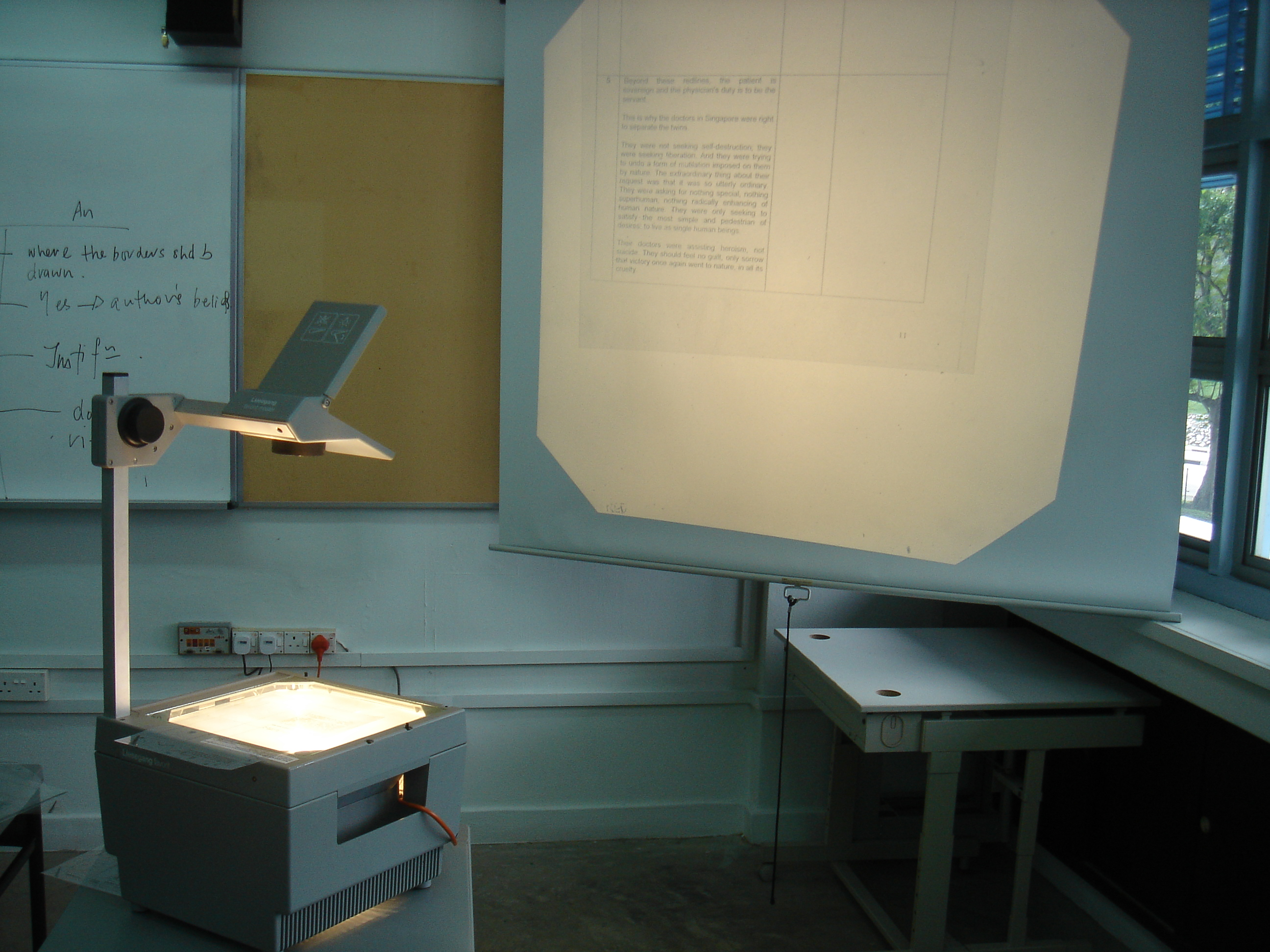
授業で使用中のオーバヘッドプロジェクタ

オーバーヘッドプロジェクタ（英：Overhead projector、OHP）とは、テキストを含む画像を透明材料のOHPシート（トランスペアレンシー）の投影によって聴衆に提示する表示システム（光学機器）。

## 構造
オーバーヘッドプロジェクタは透明材料のOHPシート（トランスペアレンシー）をスクリーンに投影するための光学機器である。
オーバーヘッドプロジェクタは、非常に明るい光源と冷却ファンを内蔵した箱の上部に、レンズが付属した装置である。さらにその上にアームが伸びていて、光を反射してスクリーンに投影する。使用する際はOHPシートをレンズの上に置く。光源の光はOHPシートを透過し、反射鏡に集まり、スクリーンにOHPシートの内容が表示される。
OHPシート（トランスペアレンシー）でトレーシングした図面やタイプした文字などを原画とすることができるほか、陽画写真フィルムや透視可能な実物などを投影して表示することもできる。また、話者が資料の提示中にサインペンなどで加筆記入しながら説明できることも特徴だった。
オーバーヘッドプロジェクタが普及するまではスライドの投影などの方法が用いられたが、オーバーヘッドプロジェクタには大きなシートを使用することができる利点があった。また、オーバーヘッドプロジェクタは光源が明るいため通常は暗室の必要がない。スライドと比較するとシート（テキストや図）への加筆やその転換が容易という利点もあった。また、スライドを部屋の前方のスクリーンに投影して説明する場合、話者は部屋の後方で機器を操作しながら説明する必要があったが、オーバーヘッドプロジェクタを使用すれば聴衆に対して対向する位置で直接図を指しながら説明できることも利点だった。

## 歴史
OHPは、1927年にドイツのリーゼガング社によって発明され、警察の鑑識作業において、顔写真を投影するために使われていた。その後、1950年代終盤から1960年代初めにかけて学校やビジネスで広く利用されるようになった。
初期の主要メーカーは3Mである。市場の拡大と共に、1953年にはBuhl Industriesが設立され、アメリカにおけるOHP用光学部品の主要メーカーとなった。1957年にはアメリカ政府の教育補助金制度によってOHPが大量に学校に導入されるようになった。

## 利用の減退
1990年代半ばから液晶プロジェクターが普及し始めた。
紙の資料や立体サンプルを本体上部のガラス面に置くだけで投映できる『ダイレクトプロジェクター（実物投影機・書画カメラ付きプロジェクター）』や、パソコン画面をスクリーンや壁などに映し出す「データプロジェクター」が導入されるに従って、オーバーヘッドプロジェクタは駆逐されていった。
2000年代以降は書画カメラなどを使って撮影した原稿を大型のコンピュータモニターやビデオプロジェクタに映し出したり、インタラクティブ・ホワイトボードなどを使う方式に置換されていった。またスライド式映写機共々それらをパーソナルコンピュータの加工により再現ができるプレゼンテーションソフトウェア（パワーポイント等）の普及で置き換えられたことも衰退の一因とされている。

## ポップカルチャーでの用法
Farewell to Overhead
2005年、monochromというグループが「死んだメディア」であるオーバヘッドプロジェクタについての悲しげな電子ポップ・ミュージックを生み出した。